# European Sports Media
European Sports Media (ESM) är en sammanslutning av sportmagasin med tyngdpunkten på fotboll. Medlemmarna väljer varje månad en europeisk elva och en årlig elva. Man delar också ut guldskon till Europas bästa målgörare. 

## Medlemmar
- A Bola (Portugal)
- Don Balon (Spanien)
- Fanatik (Turkiet)
- kicker Sportmagazin (Tyskland)
- La Gazzetta dello Sport (Italien)
- Sport-Express (Ryssland)
- Sport Magazine (Belgien)
- TIPS-bladet (Danmark)
- Titan Sports (Kina)
- ELF Voetball (Nederländerna)
- World Soccer (England)

Sedan 2004 är Afrique Football (Frankrike) associerad medlem.